# 1461 Trabzon
1461 Trabzon ist ein türkischer Fußballverein aus Trabzon. Ihre Heimspiele bestreitet die Mannschaft im Ahmet Suat Özyazıcı Stadı oder im Yavuz Selim Stadı. Der Verein gilt inoffiziell als die Pilot-Mannschaft des mehrmaligen türkischen Meisters Trabzonspor und erlangte durch die Teilnahme an der türkischen zweiten Liga größere Bekanntheit.

## Geschichte

### Gründung
Da in der Türkei die Reservemannschaften nicht an professionellen Ligen teilnehmen dürfen, sondern nur in der Liga der Reservemannschaften, der A2 Ligi, gibt es seit einigen Jahren das Bemühen einiger Erstligisten, eine Nebenmannschaft in einer der unteren türkischen Ligen zu besitzen. In diesem Sinne kaufte der türkische Traditionsverein Trabzonspor im Sommer 2008 die Wettbewerbsrechte vom damaligen Drittligisten Değirmenderespor auf und benannte diesen Verein in Trabzon Karadenizspor um.
Unter diesem Namen nahm der Verein etwa ein Jahr am Wettbewerb teil. Am 14. Januar 2009 entschied man sich, den Verein erneut umzubenennen. Die Namenswahl fiel auf 1461 Trabzon, wobei der volle Name 1461 Trabzon Spor Kulübü lautet. 1461 soll dabei das Jahr symbolisieren, in dem Fatih Sultan Mehmet die Stadt Trabzon eroberte und so dem Reich eingliederte.
Für die Spielzeit 2011/12 holte man mit Mustafa Reşit Akçay einen Trainer, der zwei Spielzeiten zuvor die unbekannte Provinzmannschaft Tavşanlı Linyitspor mit einem bescheidenen Kader in die TFF 1. Lig führte und in der darauffolgenden Saison bis in die Play-offs der 1. Lig kam. Akçay, der ein gebürtiger Trabzoner ist und zuvor bei Trabzonspor als Jugend- und Co-Trainer tätig war, nahm dieses Angebot bereitwillig zu schlechteren Bedingungen, als er sie von Linyitspor angeboten bekommen hatte, an. Diese Zusammenarbeit trug schnell Früchte. So schloss man die Saison 2011/12 als Meister der TFF 2. Lig ab und erreichte zum ersten Mal in der Vereinsgeschichte den direkten Aufstieg in die TFF 1. Lig.
In die TFF 1. Lig aufgestiegen, avancierte der Verein zur Überraschungsmannschaft der Zweitligasaison 2012/13. Man führte phasenweise die Tabelle an und befand sich nahezu die gesamte Saison über auf einem der vorderen drei Tabellenplätze. Obwohl in der Winterpause 2012/13 mit Abdullah Karmil, Sercan Kaya und Eren Albayrak drei wichtige Leistungsträger den Verein verließen, blieb man trotzdem im oberen Tabellendrittel, beendete die Saison überraschend auf dem 3. Tabellenplatz und qualifizierte sich so für die Playoff-Phase. Da der türkische Fußballverband es untersagte, dass zwei unmittelbar miteinander in Beziehung stehende Teams sich in ein und derselben Liga befinden dürfen, verzichtete man auf die Finalteilnahme und verhinderte so im Vorfeld einen Konflikt.
Mit dem Ende der Profiligen zum Sommer 2013 wurde bei Trabzonspor mit İbrahim Hacıosmanoğlu ein neuer Vereinspräsident gewählt. Dieser stellte als eine seiner ersten Amtshandlungen Mustafa Reşit Akçay als neuen Cheftrainer von Trabzonspor vor. Akçay folgte Kadir Özcan als Cheftrainer. Özcan verstarb nach einem Herzinfarkt am 22. Oktober 2013.

## Erfolge
- Meisterschaft der TFF 3. Lig: 2006/07
- Aufstieg in die TFF 3. Lig: 2006/07
- Meister der TFF 2. Lig: 2011/12
- Play-off-Sieger der TFF 2. Lig: 2014/15
- Aufstieg in die TFF 1. Lig: 2011/12, 2014/15

## Ligazugehörigkeit
- 2. Liga: 2012–2014, 2015–2016
- 3. Liga: 2007–2012, 2014–2015, 2016–2017
- 4. Liga: 2005–2007, 2017–2019
- BAL Lig: seit 2019

## Trainer (Auswahl)
- Ahmet Özen Juli 2009 – September 2010
- İlyas Akçay Oktober 2010 – Februar 2011
- Cemil Canalioğlu Februar 2011 – Mai 2011
- Mustafa Reşit Akçay Juli 2011 – Juni 2013
- Kadir Özcan Juli 2013 – Oktober 2013
- Ayhan Alemdaroğlu 2 Oktober 2013 – März 2014
- Ekrem Al März 2014 – September 2014
- Hamdi Zıvalıoğlu Oktober 2014 – Januar 2016
- Aşkın Dilli 1 Januar 2016
- Sebahattin Akbayrak Januar 2016 – März 2016
- Hüsnü Özkara März 2016 –

## Präsidenten (Auswahl)
- Şaban Bülbül
- Bekir Aktürk
- Turan Altuntaş